# Ji-min

Ji-min, também escrito como Jee-min, é um determinado nome coreano unisex, predominantemente do sexo feminino. O seu significado varia de acordo com a hanja usado para escrever cada sílaba do nome. Há 46 hanja com a leitura "ji" e 27 hanja com a leitura "min" na lista oficial do governo sul-coreano de hanja que pode ser usado em nomes dados. Ji-min foi terceiro nome mais popular na Coreia do Sul para os bebés em 2008, com 2792 sendo dado o nome.
Cantores
- J-Min (nascida Oh Ji-min, em 1988), cantora sul-coreana.
- Shin Ji-min (nascida em 1991), rapper sul-coreana, membro do AOA.
- Park Ji-min (nascido em 1995,朴智旻), cantor e dançarino sul-coreano, membro do BTS.
- Park Ji-min (nascida em 1997), cantora-compositora e apresentadora sul-coreana, membro do 15&.